# Бене (Вандея)
Бене (фр. Benet) — коммуна на западе Франции, регион Пеи-де-ла-Луар, департамент Вандея, округ Фонтене-ле-Конт, кантон Фонтене-ле-Конт. Расположена в 80 км к востоку от Ла-Рош-сюр-Йона и в 98 км к юго-западу от Пуатье, в 8 км от автомагистрали А83. 
Население (2020) — 4 047 человек.

## Достопримечательности
- Церковь Святой Эулалии XII-XV веков

## Экономика
Структура занятости населения:
- сельское хозяйство — 6,2 %
- промышленность — 22,8 %
- строительство — 5,5 %
- торговля, транспорт и сфера услуг — 34,5 %
- государственные и муниципальные службы — 31,0 %

Уровень безработицы (2019) — 7,5 % (Франция в целом —  12,9 %, департамент Вандея — 10,5 %). 

Среднегодовой доход на 1 человека, евро (2019) — 22 310 (Франция в целом — 21 930, департамент Вандея — 21 550).

## Демография
Динамика численности населения, чел.

## Администрация
Пост мэра Бене с 1995 года занимает Даниэль Давид (Daniel David). На муниципальных выборах 2020 года возглавляемый им левый список был единственным.
| Период | Период | Фамилия       | Партия                                | Примечания                                                                               |
| ------ | ------ | ------------- | ------------------------------------- | ---------------------------------------------------------------------------------------- |
| 1977   | 1989   | Андре Поплино |                                       | коммерческий директор                                                                    |
| 1989   | 1995   | Робер Потель  |                                       | пенсионер                                                                                |
| 1995   |        | Даниэль Давид | Социалистическая партия Разные правые | учитель, член Генерального совета департамента, член Регионального совета Пеи-де-ла-Луар |

## Города-побратимы
- Зундерн, Германия